# Типтон (Мисури)
Типтон (енгл. Tipton) град је у америчкој савезној држави Мисури.

## Демографија
По попису из 2010. године број становника је 3.262, што је 1 (0,0%) становника више него 2000. године.
| Група             | 2000.         | 2010.         |
| Белци             | 2.644 (81,1%) | 2.645 (81,1%) |
| Афроамериканци    | 495 (15,2%)   | 522 (16,0%)   |
| Азијати           | 14 (0,4%)     | 15 (0,5%)     |
| Хиспаноамериканци | 29 (0,9%)     | 44 (1,3%)     |
| Укупно            | 3.261         | 3.262         |